# Stadionsang
Stadionsang er en form for fællessang der udføres før eller under en sportsbegivenhed.
Ved landskampe vil der sædvanligvis før kampen synges nationalsangene. 
I det danske tilfælde vil det være den halvandenstrofede udgave af Der er et yndigt land.
Klubkampe kan også have stadionsang med egne sange.
Stadionsange afsynges enstemmigt hvor det forventes af man kender teksten.
Der synges meget kraftig og uden et klangideal eller "æstetiske formaninger".
Et eksempel på en sang tilknyttet en klub og som synges i stadionsang er "You'll never walk alone" som er forbundet med Liverpools fodboldhold.
Denne sang er fra musicalen Carousal fra 1945 og skrevet at Richard Rodgers og Oscar Hammerstein II.
Omkvædet fra Flemming Antonys "Og det var Danmark!" synges som stadionsang.